# Bernardo Rossellino
Bernardo di Matteo del Borra Gamberelli (1409 Settignano - 1464 Firence), bolj znan kot Bernardo Rossellino, je bil italijanski kipar in arhitekt, starejši brat kiparja Antonia Rossellina. Kot pripadnik druge generacije renesančnih umetnikov je pomagal pri nadaljnji opredelitvi in popularizaciji revolucije v umetniškem pristopu, ki je zaznamoval novo dobo.

## Življenjepis
Bernardo Rossellino se je rodil v družini kmetov in lastnikov kamnolomov v gorski vasici Settignano s pogledom na dolino reke Arno in mesto Firence. Njegov stric Jacopo di Domenico di Luca del Borra Gamberelli mu je morda dal prve lekcije iz kamnoseštva. Do leta 1420 je bil Bernardo zagotovo v Firencah in vajenec pri enem izmed bolj znanih kiparjev tega mesta, morda Nanni di Bartolo, imenovanem il Rosso (rdečelasec). Takšna zveza bi lahko pojasnila vzdevek Rossellino (majhen rdečelasec), ki ga je Bernardo dobil in je veljal za njegove brate Antonia, Domenica in Giovannija. Zanimivo je, da ni nobenega zapisa o Bernardovem vstopu v Firenški ceh kamnosekov in lesarjev, čeprav je postal mojster, obstajajo podatki le za njegove brate.
Bernardo se je bolj kot od enega samega mojstra učil iz eksperimentalnega ozračja, ki je v 1420-ih preplavilo Firence. Zdi se, da so ga očarali pristopi 'novega vala', ki so jih v praksi uresničili  Brunelleschi, Donatello,  Ghiberti in Masaccio. Bernardo Rossellino je morda bolj zvesto kot njihovi drugi privrženci sprejel klasično oživitev v kiparstvu in arhitekturi ter se zanj držal. Proslavljen zaradi svoje skulpture (grobnica Leonardo Bruni, skupina Empoli Marijinega oznanjenja), se je še posebej odlikoval s svojo naraščajočo vlogo arhitekta, dosegel trajno slavo zaradi opravljenega ali načrtovanega dela v Rimu za papeža Nikolaja V. in zlasti za obnovo cerkve v Pienzi za papeža Pija II. Del njegovega umetniškega pomena so bile tudi njegove podjetniške sposobnosti, ki so mu omogočile, da je sestavil veliko in zelo uspešno delavnico, ki je prevladovala na kamnoseškem področju v Firencah v 1450-ih in 1460-ih..
Leta 1433 je Bernardo zapisan kot prebivalec v Arezzu, zaposlen pri Fraternita di Santa Maria della Misericordia za dokončanje fasade sedeža Misericordie. Njegova prva zaposlitev je predstavljala precejšen izziv. Spodnja etaža te palače je bila dokončana pol stoletja prej v takrat priljubljenem gotskem slogu. Tako je bil problem, s katerim se je soočil Bernardo, podoben tistemu, s katerim se je Alberti srečal četrt stoletja pozneje, ko so ga prosili za dokončanje fasade  Santa Maria Novella. Bernardova rešitev za nedokončano drugega nadstropja je bila zasnova treh travej, ki so v osrednji uporabili tipično gotski okvir z mešanimi elementi, obdan s klasičnimi parnimi pilastri in edikulami, katerih značilnosti so bile povzete iz najbolj naprednih razpoložljivih virov. V gotskem okviru tega drugega nadstropja je relief Marija usmiljenja, zaščitnica Arezza, ki je svoj plašč razprostirala po državljanstvu skupnosti. Ob njej sta klečeča svetnika Lavrencij in Persentin. Bernardo je končno plačilo za projekt prejel junija 1435, posebej za dve samostoječi figuri svetih Gregorja in Donata, ki zasedata edikuli na obeh straneh reliefa Misericordia. Rossellinova rešitev za fasado palače Arezzo je v spretni, čeprav nekoliko nerodni kombinaciji združila gotske in renesančne elemente, katerih cilj je bil doseči renesančni cilj enotne harmonije. V tem začetnem prizadevanju za kiparstvo in arhitekturo je tudi jasno pokazal genija za ustvarjalno eklektiko, ki je postala glavna značilnost 'manire Rossellino'.
Bernardo Rossellino se je leta 1436 vrnil v Firence, da bi ustanovil lastno delavnico in se pridružil posadki kamnosekov, ki so že delali pri gradnji križnega hodnika Aranci v Badia Fiorentina. Plačilne evidence, podprte s slogovnimi dokazi, kažejo, da so njegovi glavni prispevki (1436–38) za ta projekt vključevali lep kamniti okvir vrat in nenavadno križno okno, ki sta danes prepoznavna. Možno je tudi, da je predlagal dodajanje pilastrskih trakov, ki delijo površine lož dvonadstropnega dvorišča v sistematično mrežo. Dokumenti kažejo, da je Bernardo prevzel odločilno vlogo v primestnem samostanu Santa Maria alle Campora, katerega križni hodnik (1436) izziva Michelozza v San Marcu kot prvo takšno zgradbo, postavljeno v skladu z renesančno estetiko. Leta 1444 je prejel naročilo za oblikovanje dveh oltarnih figur za oratorij Oznanjenja v cerkvi sv. Štefana v Empoliju. V teh dveh upodobitvah Device Marije in nadangela Gabriela najdemo nadaljnji razvoj umetnikovega dekorativno gracioznega in klasičnega sloga ter prepoznavnost kiparskih slogov Donatella, Ghibertija in Michelozza.
Čeprav bi zaloge trgovine Rossellinu predstavljale oskrbo z gradbenim materialom in preproste naloge kamnoseštva, je bilo v 1440-ih še posebej pomembnih več projektov, ki so združevali kiparske in arhitekturne značilnosti. Eden, ki so ga izvedli v Palazzo Pubblico v Sieni, ga je pozval, naj oblikuje velik vhod v Sala del Concistoro. Ta bogato okrašen in graciozno klasičen okvir vrat je nedvomno najboljši primer te vrste, narejen v prvi polovici 15. stoletja in je zagotovo eden najlepše elegantnih v celotni renesansi. Drug projekt je bila obzidna grobnica slavoloka, postavljena v firenški cerkvi Santa Croce za zgodovinarja in humanista Leonarda Brunija (umrl leta 1944), ki je služboval kot državni kancler v Firencah. Za grobnico ni ohranjena nobena dokumentacija, toda dva vira iz začetka 16. stoletja Bernardu Rossellinu pripisujeta projekt in njegovo avtorstvo je na splošno sprejeto. Tam pa se je razpravljalo o datiranju grobnice, nekateri podpirajo datum v poznih 1440-ih, drugi pa verjamejo, da Bernardo ni mogel zamisliti njegovega klasičnega značaja pred bivanjem v Rimu, raje datum po letu 1455. Tam vendar v svoji zasnovi ni ničesar, kar bi preprečevalo zgodnejše datiranje. Dejansko se zdi, da je Brunijeva grobnica logično nadaljevanje klasičnega načina, ki ga je Bernardo pred tem prikazal v svoji zasnovi vratnega okvira Concistoro v Sieni. Skladno s tem je grobnico najbolje datirati v leta 1446–48. Brunijeva grobnica Bernarda Rossellina je bila sestavljena iz plitke stenske niše, uokvirjene s pilastri in polkrožnim lokom na vrhu. Učinek kaže na slavolok, ki vodi tako do nesmrtne slave, ki jo je želel humanistični učenjak, kot do duhovne rešitve, ki jo išče pobožni kristjan. Brunijev sarkofag je postavljen v nišo, ta pa podpira brokatno ogrnjeno steno, na kater počiva Bernardov portretni lik državnika. Tondo, ki vsebuje Marijo in otroka ob boku angel, se pojavi v loku nad odprtino, medtem ko se dva velika angelska putta z Brunijevim grbom povzpneta na arhivolt. Bernardo se je pri zasnovi grobnice oprl na različne vire, vključno z obzidnimi grobnicami iz 14. stoletja v Rimu, ki so jih opravili člani tako imenovane šole Cosmati, in nedavno izvedeno grobnico Baldassare Coscia (protipapež Janez XXIII.) Donatella in grobnica Brancacci, Michelozza. Kar ločuje Brunijevo grobnico in jo postavlja kot 'standard', na katerem je temeljilo toliko kasnejših renesančnih grobnic (vključno s Carlom Marsupinijem, ki ga je nekaj let kasneje za Santa Croce izdelal Bernardov verjeten učenec Desiderio da Settignano), je bil njen smisel enotnosti.
Po vsaki oceni ti dve deli (portal v Sieni in Brunijeva grobnica) izstopata kot vrhunca v razvoju renesančnega sloga. Že pred potovanjem v Rim v 1450-ih in stikom z Albertijem je Bernardo temeljito spoštoval naravo antične oživitve, ki je bila tako temeljna za renesančno gibanje. Njegovo razumevanje bistvenih elementov antike je razvidno tudi iz najboljšega arhitekturnega dosežka Bernardovih zgodnjih let, križnega hodnika Spinelli v Santa Croce v Firencah (1448–51). Ni nobenega dokumenta, ki bi Bernarda povezal s tem projektom, vendar je vstopni portal očitno poenostavljena različica njegovega vratnega okvirja iz Siene in njegovo avtorstvo križnega hodnika Spinelli je mogoče sprejeti. Ritmična lepota, morda najlepšega v zgodnji renesansi, je posledica skrbno oblikovane vrste matematičnih razmerij in evklidskih razmerij, ki odsevajo tiste, ki jih je Brunelleschi uporabil v Ospedale degli Innocenti. Jasno izvedene arhitekturne skulpture samostana Spinelli (okvirji vrat, kapiteli in konzole, vhodni portal) so slogovni podpisi 'manire Rossellino' in so edinstvene za njegovo delavnico. Bernardov slog najdemo tudi v tabernaklju, ki ga je izvedel (1449–51) za florentinsko cerkev Santa Maria Nuova (od preselitve v Sant'Egidio). Leta 1451 je njegova delavnica dobila pomembno kiparsko naročilo za grobnico Beata Villana v Santa Maria Novella (danes razdrobljena in v razdrobljenem stanju). Njegova izvedba je bila zaradi Bernardovega odhoda v Rim prepuščena Bernardovemu bratu Antoniju in drugim članom delavnice (vključno z Desiderio da Settignano).
V teh istih letih je Rossellino zaposlil premožni bankir Giovanni Rucellai, da je več starih stanovanj preuredil v novo družinsko palačo. To prvotno delo za Rucellaija je vključevalo notranjo sistematizacijo, gradnjo križno obokanega prehoda, ki je vodil od ulice (Via della Vigna nuova) do novega dvorišča in lože, za katero je bil tudi odgovoren. Dokaze o prisotnosti Bernarda lahko najdemo v enem od korpusov v tem hodniku, ki je enak tistim, ki so bili uporabljeni v samostanu Spinelli in je bil verjetno 'ostanek' od tega projekta.
Rossellinova kariera se je pomembno spremenila, ko je leta 1451 odpotoval v Rim, da bi se pridružil obsežni arhitekturni skupini, ki jo je takrat papež Nikolaj V. zaposlil za oživitev antičnega mesta in okolice. Umetnikova biografija Giorgia Vasarija sredi 16. stoletja je močno pretiravala Rossellinovo dejansko vlogo v večini projektov. Čeprav je njegov predujem presegel tistega pri vseh drugih kamnosekih, ki so jih papeži zaposlili, je dokumentiran le pri dveh projektih: kot opremljanje dvigal za velik okrogel stolp v Vatikanski palači in pri restavratorskih delih v zgodnjekrščanski cerkvi San Stefano Rotondo in okvirji vrat, obokih, kamniti tlakih). Njegova glavna naloga v Rimu je bila očitno priprava načrtov, verjetno pod nadzorom Albertija, za obnovo Vatikana in bazilike svetega Petra, ki zaradi papeževe smrti leta 1455 niso bili nikoli izvedeni. Kljub temu je imel Rossellinovo dolgo bivanje v Rimu zanj pomemben pomen, ki je v njegovih delih utrdil njegovo zavzetost za oživitev antičnega duha in ga izpostavil konceptom Albertija.
Med dolgo odsotnostjo je bila njegova delavnica prepuščena nadarjenim rokam Antonia Rossellina, skupaj z njegovimi drugimi brati, Domenicom in Giovannijem, ki so se vsi osredotočili na kiparsko plat kamnoseškega posla. Ko se je vrnil v Firence, je Rossellinovo prevzel nadzor nad proizvodnjo delavnice, vendar se je vse bolj usmerjal v bolj donosne arhitekturne zadeve. Tako so bili kiparski projekti, ki so pogosto povezani z imenom Rossellino, na primer grobnice Giovanniju Cheliniju v San Domenicu, San Miniato al Tedesco, Beatu Lorenzo da Ripafrata in Filippu Lazzariju, oba v San Domenicu v Pistoiji, Geminianu Inghiramiju v San Francesco, Prato in za Beato Marcolino, San Giacomo, Forlì, so verjetno vključevali le njegovo splošno odobritev in ne dleta. Verjetno je to veljalo tudi za kapelo in nagrobni spomenik kardinala Jakoba Portugalskega, zgrajen v firenški cerkvi San Miniato al Monte, ki v svoji množici umetniških elementov in multimedijskem vplivu napoveduje barok (tj. Berninijeva kapela Cornaro). Njegovo sodelovanje z grobnico Orlanda de' Medici v Santissimi Annunziati je bilo bolj osebno, vendar je njegova zasnova bolj arhitekturna kot kiparska.
Med tistimi florentinskimi gradbenimi projekti, s katerimi je Rossellino sodeloval v tej zadnji fazi svoje kariere, je bilo združevanje več stavb v palačo za njegovega nekdanjega pokrovitelja v križnem hodniku Santa Croce, Tomassa Spinellija.  Pri povezovalni fasadi palače Spinelli je bila uporabljena tehnika prihranka umetnih kamnitih kamnin, vrezanih v mavec, vendar je vhodni hodnik izjemen po svoji iluzionistični perspektivi.
Rossellino se je vrnil tudi v palačo Giovannija Rucellaija, da bi na njenm javnem licu vzdolž ulice Via Vigna Nuova uporabil povezovalni kamniti del. Ta fasada, razdeljena na traveje s tremi nivoji klasično navdihnjenih pilastrov, ki se dvigajo nad dno lažnega kamnoseškega opus quadratum in na vrhu skrajšanega ogredja, ločuje to stavbo od vseh drugih florentinskih mestnih hiš. Čeprav obstajajo dokazi, ki kažejo na Rossellinovo sodelovanje pri gradnji fasade Rucellaijeve palače, je ime Alberti najpogosteje povezano z njeno zasnovo. Kakor koli že, Bernardo Rossellino je bil umetniško pomemben, ko je bil leta 1461 imenovan za capomaestro (glavnega arhitekta) Firenške stolnice (takrat že večinoma častni naziv).
Kljub njegovim prejšnjim dosežkom je resnično merilo arhitekturnega mesta Bernarda Rossellina v zgodovini izjemen projekt, ki ga je med 1459 in 1464 prevzel za papeža Pija II. Piccolominija v Pienzi. Tam je Rossellino v obsežni preobrazbi podeželske skupnosti postavil impozantno družino palač: velika stolnica, mestna hiša, škofovska palača in hiša kanonikov, vse skupaj postavljeno na trapezni trg in združuje arhitekturne okuse Firenc, Siene in Rima. Nadzoroval je tudi gradnjo ali obnovo palač in mestnih hiš za več kardinalov in članov papeškega dvora ter številne hiše za državljane te preoblikovane skupnosti. Za palačo Piccolomini, masivni trinadstropni blok, postavljen na prostornem dvorišču, je zasnoval tri artikulirane fasade, ki spominjajo na pročelje Rucellaijeve palače in odprl vrtno stran treh nivojev lož, da bi si lahko ogledali čudovito panoramo. V stolnici je pritrdil klasično zunanjost tevtonske dvoranske cerkve. V notranjosti stolnice sta eleganten oltar sv. Andreja in okrašena krstilnica v spodnji cerkvi opozorila na nadaljevanje kiparske Rossellinove florentinske delavnice. Resnični pomen Pienze pa ni v zaslugah posameznih enot, temveč v sposobnosti Bernarda Rossellina, da vidi različne projekte kot urbano celoto. Trapezna ali quattrocento oblika bo kasneje vplivala na arhitekta Michelangela pri njegovi veliki obnovi Piazza del campidoglio v Rimu. Navdih za Pienzo je morda prišel iz albertijevskega ozračja njegovih prejšnjih izkušenj v Rimu. Medtem ko so bili drugi arhitekti zgodnje renesanse prisiljeni teoretično obravnavati urbanizem, je Rossellino dobil redko priložnost, da svoje ideje dejansko uresniči. Rezultat je bil eno najbolj prijetnih in harmoničnih mestnih pokrajin v zgodovini urbanega oblikovanja.
Končni projekti so vključevali načrte palače Piccolomini-Todeschini v Sieni, zvonik za cerkev San Pietro v Perugii (po vzoru tistega v Pienzi) in morda palačo Piccolomini, zgrajeno ob termalnem bazenu v Bagno di Vignoni.
Rossellino je umrl v Firencah 23. septembra 1464. Med njegovimi učenci / pomočniki so bili njegov mlajši brat Antonio Rossellino, Desiderio da Settignano, Matteo Civitale, Buggiano, Mino da Fiesole. Delavnica se je nadaljevala pod vodstvom Antonia, vendar je sprejemala samo naročila za kiparstvo.